# Делејно (Калифорнија)
Делејно (енгл. Delano) град је у америчкој савезној држави Калифорнија. По попису становништва из 2010. у њему је живело 53.041 становника.

## Демографија
Према попису становништва из 2010. у граду је живело 53.041 становника, што је 14.217 (36,6%) становника више него 2000. године.
| Група             | 2000.          | 2010.          |
| Белци             | 3.556 (9,2%)   | 3.980 (7,5%)   |
| Афроамериканци    | 2.115 (5,4%)   | 4.191 (7,9%)   |
| Азијати           | 6.165 (15,9%)  | 6.757 (12,7%)  |
| Хиспаноамериканци | 26.584 (68,5%) | 37.913 (71,5%) |
| Укупно            | 38.824         | 53.041         |